# Resurrection Day
Resurrection Day è un album in studio del gruppo musicale power metal tedesco Rage, pubblicato nel 2021 dalla Steamhammer.

## Il disco
L'album segna il ritorno della band ad una formazione con doppio chitarrista, grazie all'ingresso di Jean Bormann e Stefan Weber. Ciò non accadeva dall'album Ghosts del 1999, dopo il quale i Rage inanellarono undici dischi consecutivi con un unico chitarrista, rappresentato prima da Viktor Smolski e in seguito da Marcos Rodríguez,

## Tracce
1. Memento Vitae (Overture) (strumentale) – 1:14
2. Resurrection Day – 4:18
3. Virginity – 3:41
4. A New Land – 3:49
5. Arrogance and Ignorance – 5:00
6. Man in Chains – 4:36
7. The Age of Reason – 4:22
8. Monetary Gods – 3:54
9. Mind Control – 4:14
10. Traveling Through Time – 4:13
11. Black Room – 4:49
12. Extinction Overkill – 5:52

## Formazione
- Peter "Peavy" Wagner – voce, basso
- Vassilios Maniatopoulos – batteria
- Jean Bormann – chitarra
- Stefan Weber – chitarra